# الجنة (فلم 2002)
الجنة (بالإنجليزية: Heaven) هو فيلم جريمة تم إنتاجه في فرنسا وألمانيا وصدر في سنة 2002. الفيلم من كتابة كريستوف كيشلوفسكي. من بطولة كيت بلانشيت وجيوفاني ريبيسي.

## الميزانية والإيرادات
حقق إيرادات تقدر بـ 784399 دولار.

## وصلات خارجية
- مقالات تستعمل روابط فنية بلا صلة مع ويكي بيانات